# Corbenay
Corbenay is een gemeente in het Franse departement Haute-Saône in de regio Bourgogne-Franche-Comté. De plaats maakt deel uit van het arrondissement Lure. Corbenay telde op 1 januari 2022 1.249 inwoners.

## Geografie
De oppervlakte van Corbenay bedroeg op 1 januari 2022 15,73 vierkante kilometer; de bevolkingsdichtheid was toen 79,4 inwoners per km².

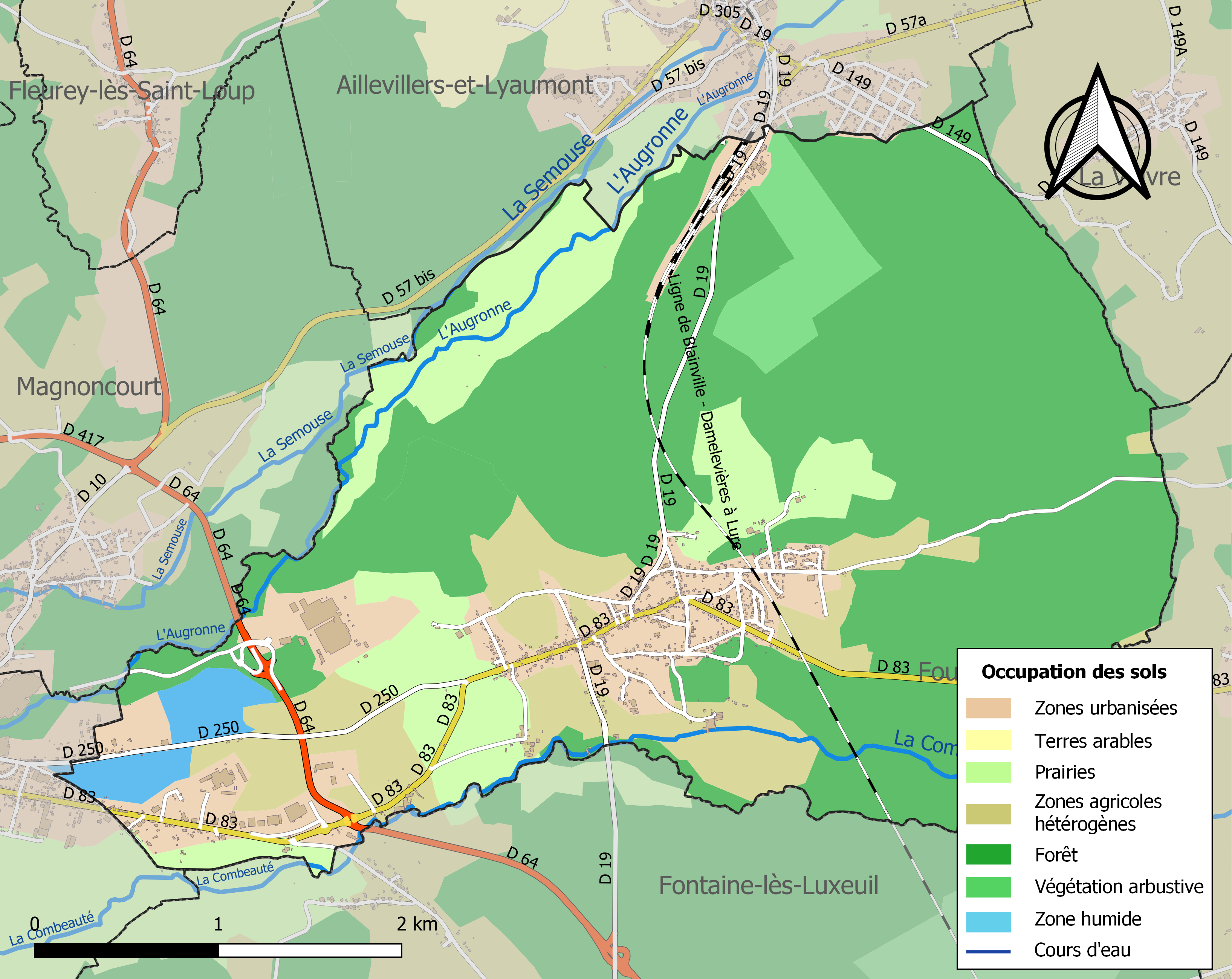
Kaart van de gemeente met de belangrijkste infrastructuur, bodemgebruik en omliggende gemeenten

## Verkeer en vervoer
In de gemeente ligt spoorwegstation Aillevillers

## Demografie
Onderstaande figuur toont het verloop van het inwonertal (bron: INSEE-tellingen).